# Landeshauptmannschaft Neustadt an der Aisch
Die Landeshauptmannschaft Neustadt an der Aisch war eines von den 13 Verwaltungsgebieten des Fürstentums Bayreuth.

## Geschichte
Mit der Reformation fielen die Klöster Birkenfeld, Münchaurach und Münchsteinach mit ihrem Grundbesitz an das Fürstentum Bayreuth. In der Folgezeit fielen auch die Rittergüter Beerbach, Birnbaum, Rohensaas und Uehlfeld an das Fürstentum Bayreuth.
Die Landeshauptmannschaft Neustadt setzte sich aus den Vogteien Dachsbach, Emskirchen-Hagenbüchach und Neustadt an der Aisch zusammen und war mittlere Landesbehörde für sämtliche Kasten- und Klosterämter, darüber hinaus auch für die Weinbergs- und Kellereiinspektion Segnitz-Frickenhausen (meist vom Birkenfelder Klosteramtmann geführt), das Klosteramt Frauental (später Oberamt Mergentheim), das ansonsten zum Oberamt Uffenheim zählte, und das Klosteramt Langenzenn, das ansonsten zum Oberamt Cadolzburg zählte.
Zuletzt erstreckte sich die Landesherrschaft (Hochgericht, Niedergericht außerhalb des Etters, Kirchenhoheit, Steuerhoheit u. a.) auf ein Gebiet, das ungefähr dem Landgericht Neustadt an der Aisch entsprach.
In der Grundherrschaft einzelner Anwesen gab es Fremdherren sowie auch die Landeshauptmannschaft Neustadt außerhalb ihres Fraischbezirkes grundherrschaftliche Ansprüche hatte.
Ab 1791/92 wurde das Fürstentum Bayreuth von dem preußischen Staat als Ansbach-Bayreuth verwaltet. Damit ging das Landeshauptmannschaft Neustadt an der Aisch in dem Neustädter Kreis auf.

## Landeshauptmänner (Auswahl)
- von Schlammersdorf
- Güß
- Jobst Hieronymus von Wildenstein, 1647 bis 1652
- Joh. Gg. Hofer von Lobenstein, 1652 bis 1669
- Dieter von Streitberg († 2. Oktober 1672)
- Karl Franz Graf von Pückler (1677–1700)[3]

## Stadtvogteiamt Neustadt an der Aisch
Das Stadtvogteiamt Neustadt an der Aisch übte das Hochgericht über sämtliche Orte der Fraischbezirke Neustadt und Münchsteinach aus (Der Stadtvogt als fürstlicher Richter stand unter anderem an der Spitze des die Wasserläufe, Dämme, Einhaltung der Wasserrechte und überschwemmungsgefährdete Grundstücke kontrollierenden Wassergrafengerichts).

### Kastenamt Neustadt an der Aisch
Das Kastenamt Neustadt an der Aisch hatte die Dorf- und Gemeindeherrschaft über folgende Orte:
Altenbuch, Bottenbach, Diespeck, Diebach, Ehe, Göttelhöf, Hanbach, Hambühl, Kleinerlbach, Mosbach, Neuebersbach, Rennhofen (z. T.), Schauerheim, Stübach, Unternesselbach, Untersachsen, Wulkersdorf.
Das Kastenamt Neustadt an der Aisch hatte in folgenden Orten Grundherrschaften (in Klammern ist die Zahl der Anwesen und die Gesamtzahl des Ortes angegeben):
- Unmittelbar: Altenbuch (3/4), Bottenbach (5/11), Borbath (1/14), Diespeck (28/45), Dietersheim (8/28), Diebach (4/17), Ehe (4/4), Frankenfeld (3), Gerhardshofen (4/57), Göttelhöf (2/4), Hanbach (7/8), Hambühl (25/26), Hasenlohe (3/3), Hellmitzheim (5), Kleinerlbach (8/9), Mosbach (7/14), Neuebersbach (12/12), Pahres (3/25), Rennhofen (11/28), Riedfeld (1/17), Rößleinsdorf (7/35), Schauerheim (19/44), Schleifmühle (1/1), Sengersberg (1/1), Sensenhammer (1/1), Stübach (29/55), Unternesselbach (38/64), Untersachsen (4/5), Wulkersdorf (2/4).
- Mittelbar: Stadt Neustadt: Rößleinsdorf (6/35), Unterstrahlbach (4/4); Spital Neustadt: Dottenheim (4/57), Frankenfeld (2), Klausaurach (1/9), Obernesselbach (3/28), Rößleinsdorf (10/35), Schauerheim (1/44), Stübach (1/55), Unterlaimbach (1); Pfarrei Diespeck: Diespeck (2/45), Kleinerlbach (1/9); Pfarrei Neustadt: Obernesselbach (1/28), Rößleinsdorf (3/35); Pfarrei Schauerheim: Schauerheim (1/44); Pfarrei Unternesselbach: Unternesselbach (2/64).

Das Kastenamt Neustadt ging später mit Dachsbach, Uehlfeld, Birnbaum, Birkenfeld und Münchsteinach in das Kammeramt Neustadt über und gehörte zum Amtsgegebiet Neustädter Kreis.

### Klosteramt Münchsteinach
Das Klosteramt Münchsteinach hatte die Dorf- und Gemeindeherrschaft über folgende Orte:
Abtsgreuth, Altershausen, Baudenbach, Gutenstetten, Haag, Höfen, Kleinsteinach, Mittelsteinach, Mönchsberg, Münchsteinach.
Das Klosteramt Münchsteinach hatte in folgenden Orten Grundherrschaften (in Klammern ist die Zahl der Anwesen und die Gesamtzahl des Ortes angegeben):
- Unmittelbar: Abtsgreuth (15/15), Altershausen (18/22), Baudenbach (48/51), Frankenfeld (3), Gerhardshofen (7/57), Gutenstetten (41/43), Haag (4/4), Höfen (4/4), Mittelsteinach (9/9), Mönchsberg (9/9), Münchsteinach mit Kleinsteinach (48/48), Pahres (8/25), Pirkachshof (1/2), Reinhardshofen (1/27), Schornweisach (15/65), Undungsmühle (1/1), Wallmershof (1/2).

### Klosteramt Birkenfeld
Das Klosteramt Birkenfeld hatte die Dorf- und Gemeindeherrschaft über folgende Orte:
Birkenfeld, Oberroßbach, Oberschweinach, Rimbach, Stöckach, Unterroßbach, Unterschweinach.
Das Klosteramt Birkenfeld hatte in folgenden Orten Grundherrschaften (in Klammern ist die Zahl der Anwesen und die Gesamtzahl des Ortes angegeben):
- Unmittelbar: Baudenbach (2/51), Beerbach (1/40), Birkenfeld (27/27), Diebach (13/17), Diespeck (10/45), Dietersheim (20/28), Dottenheim (4/57), Eckenhof (1/3), Eggensee (2/12), Forst (2/13), Frankenfeld (2), Gerhardshofen (8/57), Gutenstetten (2/43), Hanbach (1/8), Kaubenheim (10/65), Kleinweisach (3/12), Külsheim (1/44), Lerchenhöchstadt (4), Neidhardswinden (?/42), Neumühle (1/1), Oberhöchstädt (1/59), Oberndorf (1/31), Oberntief (3/34), Oberroßbach (10/14), Oberschweinach (2/5), Pahres (3/35), Reinhardshofen (2/27), Riedfeld (4/17), Rimbach (5/5), Rößleinsdorf (9/35), Schauerheim (1/44), Schornweisach (1/65), Stöckach (3/3), Tragelhöchstädt (1/21), Traishöchstädt (1/16), Unternesselbach (4/64), Unterroßbach (6/6), Unterschweinach (17/17), Weiherhof (1/1).
- Mittelbar: Frühmesse Reinhardshofen: Rockenbach (1/23), Oberwinterbach (1).

### Administration Beerbach
Die Administration Beerbach hatte nur in Beerbach die Dorf- und Gemeindeherrschaft und im Ort die Grundherrschaft über 48 Anwesen.

## Kasten- und Jurisdiktionsamt Dachsbach
Das Kasten- und Jurisdiktionsamt Dachsbach übte das Hochgericht über sämtliche Orte des Fraischbezirks Dachsbach aus.
Es hatte die Dorf- und Gemeindeherrschaft über folgende Orte:
Arnshöchstädt, Boxbrunn, Dachsbach, Demantsfürth, Eckenhof, Forst, Göttelbrunn, Horbach (z. T.), Kästel, Kairlindach, Linden, Oberlindach, Obersachsen, Pahres, Peppenhöchstädt, Rappoldshofen, Reinhardshofen, Rohensaas, Schornweisach (z. T.), Traishöchstädt, Uehlfeld, Willmersbach.
Das Kasten- und Jurisdiktionsamt Dachsbach hatte in folgenden Orten Grundherrschaften (in Klammern ist die Zahl der Anwesen und die Gesamtzahl des Ortes angegeben):
- Unmittelbar: Aichen (1/1), Arnshöchstädt (6/7), Baudenbach (1/51), Dachsbach (50/56), Demantsfürth (5/21), Eckenhof (1/3), Forst (11/13), Gerhardshofen (10/57), Kairlindach (141⁄2/36), Kleehof (1/1), Lonnerstadt (1/95), Nackendorf (1/16), Oberlindach (4/14), Pahres (4/25), Peppenhöchstädt (10/18), Rappoldshofen (10/10), Reinhardshofen (16/27), Rohrmühle (1), Schornweisach (1/65), Tragelhöchstädt (1/21), Traishöchstädt (11/16), Uehlfeld (20/61), Unterwinterbach (2/9).
- Mittelbar: Pfarrei Dachsbach: Oberhöchstädt (3/59); Pfarrei Gerhardshofen: Gerhardshofen (5/57), Kästel (1/10); Pfarrei Gutenstetten: Schornweisach (1/65); Pfarrei Oberhöchstädt: Dachsbach (2/56), Emelsdorf (1/3), Oberhöchstädt (7/59), Reinhardshofen (1/27); Pfarrei Schornweisach: Schornweisach (1/65); Frühmesse Reinhardshofen: Oberwinterbach (?), Rockenbach (1/23), Schornweisach (4/65); Gemeinde Schmiedelberg: Schmiedelberg (1/6).

### Verwaltung Uehlfeld
Die Verwaltung Uehlfeld hatte in folgenden Orten Grundherrschaften (in Klammern ist die Zahl der Anwesen und die Gesamtzahl des Ortes angegeben):
- Unmittelbar: Horbach (3/14), Kairlindach (231⁄2/36), Kienfeld (1), Mailach (3/28), Mechelwind (2/2), Schirnsdorf (2/25), Simmersdorf (2/26), Uehlfeld (41/61).

### Verwaltung Birnbaum
Die Verwaltung Birnbaum hatte nur in Birnbaum die Dorf- und Gemeindeherrschaft.
Die Verwaltung Birnbaum hatte in folgenden Orten Grundherrschaften (in Klammern ist die Zahl der Anwesen und die Gesamtzahl des Ortes angegeben):
- Unmittelbar: Birnbaum (32/37), Gerhardshofen (2/57), Göttelbrunn (1/5), Hagenbüchach (2/14), Linden (9/18), Sendelhof (1), Vahlenmühle (1/1), Willmersbach (14/19).

### Verwaltung Rohensaas
Die Verwaltung Rohensaas hatte nur in Rohensaas die Grundherrschaft über 16 Anwesen.

## Fraischvogteiamt Emskirchen-Hagenbüchach
Das Fraischvogteiamt Emskirchen-Hagenbüchach übte das Hochgericht über sämtliche Orte der Fraischbezirke Emskirchen und Hagenbüchach aus.

### Kasten- und Jurisdiktionsamt Emskirchen
Das Kasten- und Jurisdiktionsamt Emskirchen hatte die Dorf- und Gemeindeherrschaft über folgende Orte:
Dürrnbuch, Ebersbach, Emskirchen, Flugshof, Gunzendorf, Oberalbach, Schauerberg.
Das Kasten- und Jurisdiktionsamt Emskirchen hatte in folgenden Orten Grundherrschaften (in Klammern ist die Zahl der Anwesen und die Gesamtzahl des Ortes angegeben):
- Unmittelbar: Altschauerberg (8/8), Dürrnbuch (6/16), Ebersbach (3/6), Emskirchen (53/61), Flugshof (4/4), Gunzendorf (9/11), Neidhardswinden (?/42), Neuschauerberg (16/17), Oberalbach (11/11), Prackenhof (2/2), Schneemühle (1/1).
- Mittelbar: Pfarrei und Gotteshaus Emskirchen: Emskirchen (1/61).

### Vogtamt Hagenbüchach
Das Vogtamt Hagenbüchach hatte die Dorf- und Gemeindeherrschaft über folgende Orte:
Borbath, Bräuersdorf, Eckenberg, Hagenbüchach, Oberfembach, Oberreichenbach (z. T.), Pirkach, Oberniederndorf, Trübenbronn, Unterreichenbach.
Das Vogtamt Hagenbüchach hatte in folgenden Orten Grundherrschaften (in Klammern ist die Zahl der Anwesen und die Gesamtzahl des Ortes angegeben):
- Unmittelbar: Borbath (5/14), Brandhof (1/1), Bräuersdorf (6/7), Eckenberg (17/17), Hagenbüchach (12/14), Neundorf (21/27), Oberfembach (9/9), Oberreichenbach (3/20), Pirkach (13/17), Oberniederndorf (6/6), Trübenbronn (4/4), Unterreichenbach (10/12).

### Klosteramt Münchaurach
Das Klosteramt Münchaurach hatte die Dorf- und Gemeindeherrschaft über folgende Orte:
Buch (z. T.), Dörflas, Falkendorf (z. T.), Hammerbach (z. T.), Kaltenneuses, Mausdorf, Münchaurach, Nankendorf, Neundorf, Oberreichenbach (z. T.).
Das Klosteramt Münchaurach hatte in folgenden Orten Grundherrschaften (in Klammern ist die Zahl der Anwesen und die Gesamtzahl des Ortes angegeben):
- Unmittelbar: Borbath (4/14), Bottenbach (6/11), Buch (2/8), Buchen (2/7), Dörflas (6/7), Ebersbach (2/6), Emskirchen (1/61), Erlachsmühle (1/1), Falkendorf (12/32), Hammerbach (7/26), Hessenmühle (1/1), Kaltenneuses (8/8), Kirchfembach (4/20), Mausdorf (8/16), Münchaurach (32/32), Mosbach (4/14), Nankenhof (2/2), Neundorf (6/27), Oberreichenbach (6/20), Oberroßbach (1/14), Oberschweinach (2/5), Pahres (3/25), Pirkach (3/17), Rennhofen (10/28), Schirnsdorf (1/25), Unterreichenbach (2/12), Wulkersdorf (2/4).